# Österreichische Wasserball-Bundesliga (Männer)
Die Österreichische Wasserball-Bundesliga der Männer ist die 1. Wasserball-Bundesliga der Männer in Österreich und wird vom Österreichischen Schwimmverband organisiert. Sie wurde 1897 als Wiener Meisterschaft zum ersten Mal ausgespielt. Der derzeitige Meister sind die Wasserballer von WBC Tirol.

## Spielmodus
Die Mannschaften spielen zwei Mal gegen die anderen Teams gegeneinander. Danach wird ein Play-off ausgetragen, das auf zwei gewonnene Spiele (best of three) ausgetragen wird. Im Halbfinale spielt das erstplatzierte Team gegen den viertplatzierte, der zweitklassierte trifft gegen den dritten. Die Sieger spielen im Finale um den Meistertitel, die Verlierer um den dritten Platz der Meisterschaft.

## Vereine
Teilnehmer der aktuellen Saison:
- WBV Graz
- PL Salzburg
- WBC Tirol
- ASV Wien
- Wiener SC

## Österreichischer Wasserballmeister
Die bisherigen österreichischen Wasserballmeister waren:
Sieger der Wiener Meisterschaft (1897–1932)
| 1897: WSC Austria 1898: WSC Austria 1899: WSC Austria 1900: Wiener AC 1901: Wiener AC 1902: Wiener AC 1903: Wiener AC 1904: Wiener AC 1905: WSC Austria 1906: Wiener AC 1907: Wiener AC 1908: WSC Austria | 1909: WSC Austria 1910: WSC Austria 1911: WSC Austria 1912: Erster Wiener ASC 1913: Erster Wiener ASC 1914: keine Meisterschaft 1915: Erster Wiener ASC 1916: Wiener AC 1917: Wiener AC 1918: Wiener AC 1919: Wiener AC 1920: Wiener AC | 1921: Wiener AC 1922: III. Kerületi TVE Budapesti 1923: Wiener AC 1924: Wiener AC 1925: Wiener AC 1926: Hakoah Wien 1927: Hakoah Wien 1928: Hakoah Wien 1929: Wiener AC 1930: Wiener AC 1931: Wiener AC 1932: Erster Wiener ASC |

Sieger der Bundesligameisterschaft (1933–1936)
| 1933: Erster Wiener ASC 1934: Erster Wiener ASC | 1935: Erster Wiener ASC 1936: keine Meisterschaft |  |

Sieger der Gaumeisterschaft (1937–1945)
| 1937: Erster Wiener ASC 1938–1945: keine Meisterschaft |

Sieger der Bundesligameisterschaft (1946–1954)
| 1946: PSV Wien 1947: Wiener AC 1948: SU Wien | 1949: SU Wien 1950: Diana Wien 1951: Diana Wien | 1952: SU Wien 1953: SU Wien 1954: SU Wien |

Sieger der Staatsliga (1955–2001)
| 1955: SU Wien 1956: SU Wien 1957: SU Wien 1958: SU Wien 1959: SU Wien 1960: SU Wien 1961: SU Wien 1962: SU Wien 1963: SU Wien 1964: SU Wien 1965: SU Wien 1966: SU Wien 1967: SU Wien 1968: SU Wien 1969: SU Wien 1970: Grazer AK | 1971: Grazer AK 1972: SU Wien 1973: ATSE Graz 1974: ATSE Graz 1975: ATSE Graz 1976: ATSE Graz 1977: ATSE Graz 1978: ATSE Graz 1979: SV Wörthersee 1980: ATSE Graz 1981: ATSE Graz 1982: ATSE Graz 1983: ASV Wien 1984: ASV Wien 1985: EW Donau SC 1986: EW Donau SC | 1987: EW Donau SC 1988: EW Donau SC 1989: EW Donau SC 1990: EW Donau SC 1991: TWV Innsbruck 1992: TWV Innsbruck 1993: WBC Tirol 1994: WBC Tirol 1995: WBC Tirol 1996: WBC Tirol 1997: WBC Tirol 1998: SV Wörthersee 1999: WBC Tirol 2000: WBV Graz 2001: 1. Linzer SK |

Sieger der Bundesliga (ab 2002)
| 2002: PL Salzburg 2003: PL Salzburg 2004: WBC Tirol 2005: ASV Wien 2006: ASV Wien 2007: WBC Tirol 2008: WBC Tirol 2009: WBC Tirol 2010: WBC Tirol | 2011: WBC Tirol 2012: WBC Tirol 2013: WBC Tirol 2014: WBC Tirol 2015: PL Salzburg 2016: WBC Tirol 2017: PL Salzburg 2018: PL Salzburg 2019: WBC Tirol | 2020: ASV Wien 2021: WBV Graz 2022: WBC Tirol 2023: WBC Tirol 2024: ASV Wien 2025: ASV Wien |

## Liste der Titelträger
Folgende Vereine wurden österreichischer Staatsmeister (seit 1955):
21 Titel
WBC Tirol inkl. TWV Innsbruck: 1991–1997, 1999, 2004, 2007–2014, 2016, 2019, 2022, 2023
16 Titel
SU Wien: 1955–1969, 1972
9 Titel
ATSE Graz: 1973–1978, 1980–1982
7 Titel
ASV Wien: 1983, 1984, 2005, 2006, 2020, 2024, 2025
6 Titel
EW Donau SC: 1985–1990
5 Titel
PL Salzburg: 2002, 2003, 2015, 2017, 2018
2 Titel
Grazer AK: 1970, 1971
SV Wörthersee: 1979, 1998
WBV Graz: 2000, 2021
1 Titel
1. Linzer SK: 2001